# 陳守晉
陳守晉（？年—？年），浙江杭州府錢塘縣人，順天府宛平縣籍，由四庫全書薈要館供事，議敘未入流，乾隆五十四年任四川順慶府岳池縣典史。是一位政治人物，明清時曾在四川順慶府岳池縣（位於今四川東北部，武周萬歲通天二年分南充、相如二縣置，是一個千年古縣）擔任官吏。